# Mashonaland East
Mashonaland East er en provins i Zimbabwe. Den har et areal på 32.230 km² og en befolkning på omkring 1,1 millioner indbyggere (2002). Marondera er provinsens hovedby.
17°30′S 32°00′Ø / 17.5°S 32°Ø